# Cabo Northrup
O Cabo Northrup (69° 52′ S, 160° 09′ L) é um cabo coberto de gelo no lado norte da Geleira Suvorov. O cabo, a extensão costeira da Colinas de Wilson, permanece a 3,5 milhas náuticas (6 km) a oeste-sudoeste do Cabo Belousov. Foi mapeado pelo Serviço Geológico dos Estados Unidos]] (USGS) a partir de levantamentos e das fotos aéreas da Marinha dos Estados Unidos, de 1960-63. Foi batizado pelo Advisory Committee on Antarctic Names (Comitê Consultivo para Nomes Antárticos) (US-ACAN) com o nome de David A. Northrup, ATN2, Marinha dos Estados Unidos, Técnico de Eletrônica de Aviação com o Esquadrão VX-6 na Estação McMurdo, em 1967.